# 川添大嗣
川添 大嗣（かわぞえ ひろつぐ、1991年 - ）は、日本の音楽プロデューサー、デザイナー。V3株式会社代表取締役。

## 人物
学生の頃より、父である川添象郎の元でプロデューサーとしての修行を積み、国内外の数多くのプロジェクトに参画。2011年「第53回輝く日本レコード大賞」作詞賞を受賞したふくい舞の「いくたびの櫻～アコースティックVer.」では、ギターを演奏している。
父、川添象郎の元で修行をしていた泉志谷忠和と共に、2014年に日本初となるゲーム音楽の交響楽団JAGMOを創設。プロデュースを手掛けた公演は満員となり、シリーズ化が決まる。当時のJAGMOのデザインディレクターには、コンセプターで慶應義塾大学教授の坂井直樹が就任している。その後、多数の国内公演、国際公演が成功し、2016年にNHKでゲーム音楽オーケストラの特別番組が放送された。
林真理子の小説「アッコちゃんの時代」は、バブルの象徴である母、川添明子を題材に執筆され、川添大嗣が誕生するまでの軌跡が描かれている。2022年のNHKスペシャル「東京ブラックホールIII 1989-1990 魅惑と罪のバブルの宮殿」に、父、川添象郎、母、川添明子が揃って出演し、バブル時代の「伝説」と称された。

## 親族
父は、荒井由実（松任谷由実）やYMOといった社会現象となるアーティストを手掛けた音楽プロデューサーの川添象郎。母は、バブルの象徴であり、伝説と称される川添明子。祖父は、東京飯倉（現：港区麻布台）にあるイタリアンレストラン「キャンティ」を創業した川添浩史。祖母はピアニストの原智恵子。
曽祖父は、鈴木経勲と共に日本で初めて南洋群島を探検し、日活の前身・日本活動フィルムの初代社長となる後藤猛太郎。高祖父は、明治の元勲、後藤象二郎。

## 主な作品
JAGMO
- 公演『THE LEGEND OF RPG - でんせつ の めいきょく おんがくかい』（2014年、プロデューサー）

ふくい舞
- 楽曲『いくたびの櫻～アコースティックVer.』（2011年、ギター演奏）

竹渕慶
- アルバム『舞花~my flower~』（2013年、ジャケットデザイン）